# 仮面同窓会
『仮面同窓会』（かめんどうそうかい）は、作家・雫井脩介が著したミステリー小説である。2014年3月20日に単行本、2016年8月5日に文庫本が幻冬舎から刊行された。
同窓会で顔を合わせた高校時代の親友4人組が、高校時代に自分達へ体罰を与えた教師・樫村貞茂に仕返ししようと“仮面同窓会”を催す事になる。当初は、悪戯のつもりだったが、事態は予期せぬ方向へ転がり不可解な殺人事件に向かう。疑心暗鬼に陥った4人は、犯人を探っていく。
2019年6月1日から東海テレビ制作・フジテレビ系でテレビドラマ化された。

## あらすじ
新谷洋輔は、参加した高校の同窓会でかつての級友、皆川希一・大見和康・片岡八真人に誘われて、自分たちをしごいていた教師・樫村貞茂への復讐を計画する。樫村を拉致しガムテープで縛りあげ、廃工場で"ビリビリペン"で脅し自分たちがさせられていた天突きと呼ばれていたスクワットをやらせるなど、悪戯を仕掛けその後樫村をその場に放置して帰る。
だが、翌日になって樫村は死体となって発見された。見つかったのは廃工場から1、2キロ離れた場所にある溜め池で、手足はガムテープで縛られた状態だったという。自分たちにあらぬ疑いがかけられてはいけない、と4人は口裏を合わせてアリバイを作る。事件の真相についてもいろいろと推理を進める中、恋人の竹中美郷や噂好きの友人・祖父江兼一から八真人が高校時代に付き合っていた日比野真理が自殺したのは樫村のせいらしい、という話を聞き、洋輔は八真人がかつての恋人の恨みを晴らすために犯行に及んだのでは、と疑い始める。一方で、他の3人は洋輔を疑っており、理由を問うと「俺たちには鉄の結束がある」と言って言葉を濁す。3人は高校3年生で留年しており、その間に何か特別な出来事があったらしい。
警察の聞き込みが何度かあり、グループの中で一番気の弱い和康が精神的にまいっていき、洋輔に執拗に自首を迫るようになる。洋輔は何を言っても聞く耳を持たない和康の態度に、つい「黙っていれば殺さないでおいてやる」と腹立ち紛れの憎まれ口を叩く。冗談のつもりだったが、数日後に和康は何者かに刺されて殺されてしまう。残された3人は「一度、きっちりと話し合っておく必要がある」と樫村を拉致した廃工場へ向かう。

## 登場人物
新谷洋輔（しんたに ようすけ）
システムキッチンの会社の営業。
希一・和康・八真人とは小学生時代からの友人だが、高校時代に樫村に目をつけられ厳しいしごきに耐えかねて一人だけグループとは距離を置くようになっていた。
竹中美郷（たけなか みさと）
高校時代、洋輔が片思いしていた相手。貸衣装の会社のバイヤー。
ストーカーに追われていたところを偶然、洋輔に助けられ、その後付き合うようになる。親友である真理の死を未だにひきずっている。
皆川希一（みながわ きいち）
父親が経営する不動産会社で専務をしている。グループのリーダー的な存在。
大見和康（おおみ かずやす）
IT系の小さな会社に就職したが長続きせず、その後は派遣やバイトで食いつないでいる。グループの中ではムードメーカー的な存在。
片岡八真人（かたおか やまと）
大学の職員。クールで頭もいい。
希一や和康が羽目を外し過ぎないようにストッパーとして見守っている。洋輔と一番仲がよく、洋輔がグループから離脱した後も唯一定期的に連絡を取り合っていた。
樫村貞茂（かしむら さだしげ）
狐狸山高校の体育教師。
指導という名のもとに、生徒たちに前時代的なしごきを行っていた。
日比野真理（ひびの まり）
高校2年の時に、病気療養のため留年。
1年の頃は八真人と付き合っていた。高校卒業後に自殺。
祖父江兼一（そぶえ けんいち）
洋輔の高校3年の時のクラスメート。信用金庫勤務。噂好きで口が軽い。
新谷雅之（しんたに まさゆき）
洋輔の2歳年上の次兄。
14年前、川に落ちて死亡。
新谷稔彦（しんたに としひこ）
洋輔の10歳年上の長兄。
ジョージ
美郷のストーカー。
一度撃退されたあとも、度々洋輔の立ち回り先に現れては親しげに話しかけてくる。

## 書誌情報

### 単行本
- 雫井脩介（著）『仮面同窓会』、幻冬舎、2014年3月20日発売、ISBN 978-4-344-02547-9[1]

### 文庫本
- 雫井脩介（著）『仮面同窓会』、幻冬舎文庫、2016年8月5日]、ISBN 978-4-344-42511-8[2]

## テレビドラマ
東海テレビ制作・フジテレビ系の「オトナの土ドラ」で、2019年6月1日から7月21日まで放送された。主演は溝端淳平。溝端の民放連続ドラマ主演は2011年7月期に放送された「名探偵コナン 工藤新一への挑戦状」以来8年ぶりとなる。
テレビドラマ版では原作とは主犯となる人物や結末が異なっており、原作にはなかった1年後の様子も描かれている。

### キャスト
新谷洋輔〈28〉
演 - 溝端淳平（小学生期：柴崎楓雅）
竹中美郷〈28〉
演 - 瀧本美織
皆川希一〈28〉
演 - 佐野岳（小学生期：海津陽）
大見和康〈28〉
演 - 木村了（小学生期：松本新仁郎）
片岡八真人〈28〉
演 - 廣瀬智紀（小学生期：田代輝）
日比野真理〈享年18〉
演 - 吉田志織
祖父江兼一
演 - 森田甘路
井上昭一
演 - 遠山俊也
新谷雅之〈享年16〉
演 - 小林喜日
江藤なるみ
演 - 松本妃代
里内彩香
演 - 華村あすか
今井奈緒
演 - 久住小春
優
演 - 佐藤玲
奥村
演 - 山本剛史
島崎ゆり
演 - 宮部純子
石村晃一
演 - 池田良
佐伯
演 - 岡田優
上原加奈子〈38〉
演 - 雛形あきこ
安村譲司〈54〉
演 - 永井大
樫村貞茂〈34〉
演 - 渡辺裕之

#### ゲスト
第2話
- 樫村の妻 - 遠野舞子
- 岡本裕輝
- 小林親弘
- 茶円茜

第3話
- 万引き少年 - 東原武久都
- 洋介と雅之の父 - 川瀬陽太

第5話
- 岡宏明
- 林摩耶
- 山元隆弘

第6話
- 教師 - 宮田亜紀
- 地曵豪
- 山口友和
- 森田亜紀

第7話
- 安村邦夫 - 湯江タケユキ（最終話）
- 安村邦夫の愛人 - 穐田和恵（最終話）
- 上村侑（最終話）
- 田窪一世

最終話
- 弁護士 - 大堀こういち
- 玉寄世奈
- 西山真来
- 巽よしこ

### スタッフ
- 企画 - 横田誠（東海テレビ）
- 原作 - 雫井脩介 『仮面同窓会』（幻冬舎文庫刊）
- 脚本 - 山岡潤平
- 音楽 - 有田尚史
- 主題歌 - HYDE「ANOTHER MOMENT」（Virgin Music）[6]
  - エンディング映像出演 - 石田偉琉、丘大晟
- 警察監修 - 石坂隆昌
- 絵画指導 - 仙石裕美
- プロデュース - 遠山圭介（東海テレビ）、森川真行（ファインエンターテイメント）、石塚清和（ファインエンターテイメント）、清家優輝（ファインエンターテイメント）
- 演出 - 内藤瑛亮、菊地健雄
- 制作著作 - ファインエンターテイメント
- 制作 - 東海テレビ

### 放送日程
| 話数                                                         | 放送日      | サブタイトル | ラテ欄                                                                     | 演出     | 視聴率 |
| ------------------------------------------------------------ | ----------- | ------------ | -------------------------------------------------------------------------- | -------- | ------ |
| 第1話                                                        | 6月01日     | 再会         | 親友再会は悪夢の始まり… 出来心が人生を狂わす 戦慄サスペンス開幕            | 内藤瑛亮 | 3.0%   |
| 第2話                                                        | 6月08日     | 疑念         | 疑念… 自分だけは助かりたい 崩れ去る男たちの絆と洋輔の隠された闇!?          | 内藤瑛亮 | 3.2%   |
| 第3話                                                        | 6月15日     | 苦悩         | 衝撃… 洋輔の隠された二面性 悲しき過去が狂気生む 俺達は親友なのか?          | 菊地健雄 | 3.1%   |
| 第4話                                                        | 6月22日     | 崩壊         | 絆崩 壊醜い仲間割れが加速… 親友すら信じられない 今夜衝撃のラスト!!         | 菊地健雄 | 3.8%   |
| 第5話                                                        | 6月30日(日) | 急転         | 俺は殺人者? 途切れた記憶 追及の手に重ねる嘘… 事件は意外な展開に            | 菊地健雄 | 2.4%   |
| 第6話                                                        | 7月06日     | 告白         | 過去を乗り越えろ!! 忌まわしいトラウマ ついに告白&母校潜入大作戦!?          | 内藤瑛亮 | 2.8%   |
| 第7話                                                        | 7月13日     | 真実         | 誰が腹黒い? 全面対決の最終幕がスタート… 唯一無二の思い出を汚された人間の闇 | 内藤瑛亮 | 2.7%   |
| 最終話                                                       | 7月21日(日) | 悔根         | 恨みが招いた復讐劇!! どん底人生の原因は意外な人物… 仮面の友情が消える夜!?  | 内藤瑛亮 | 3.1%   |
| （視聴率はビデオリサーチ調べ、関東地区・世帯・リアルタイム） |             |              |                                                                            |          |        |

- 第5話は前夜の『芸能人が本気で考えた!ドッキリGP 1.5HSP』（フジテレビ制作、東海テレビでは20時 - 21時24分〈途中飛び降り〉。当該番組の制作局フジテレビでは21時30分まで）のため、30分繰り下げ日曜になってからの放送（0時10分 - 1時5分）。
- 最終話は前夜の『土曜プレミアム拡大版・映画・万引き家族』（フジテレビ制作、21時 - 23時30分）のため、20分繰り下げ日曜になってからの放送（0時 - 0時55分）。

| 東海テレビ制作・フジテレビ系 オトナの土ドラ                                             | 東海テレビ制作・フジテレビ系 オトナの土ドラ | 東海テレビ制作・フジテレビ系 オトナの土ドラ |
| 前番組                                                                                  | 番組名                                      | 次番組                                      |
| --------------------------------------------------------------------------------------- | ------------------------------------------- | ------------------------------------------- |
| 東海テレビ×WOWOW 共同製作連続ドラマ ミラー・ツインズ Season1 （2019年4月6日 - 5月25日） | 仮面同窓会 （2019年6月1日 - 7月21日）       | それぞれの断崖 （2019年8月3日 - 9月21日）   |